# Alan Campbell (homme politique)
Pour les articles homonymes, voir Alan Campbell et Campbell.
Alan Campbell (né le 8 juillet 1957) est un homme politique britannique du parti travailliste qui est député pour Tynemouth depuis 1997. Il est sous-secrétaire d'État parlementaire au ministère de l'Intérieur de 2008 à 2010 et est actuellement whip en chef du Parti travailliste.

## Jeunesse
Campbell est né à Consett et fréquente la Blackfyne Grammar School dans la ville avant de fréquenter l'université de Lancaster où il obtient un BA en politique. Il obtient ensuite un PGCE à l'université de Leeds, avant de terminer ses études à Newcastle Polytechnic avec une maîtrise en histoire . Il commence sa carrière en tant que professeur d'histoire à Whitley Bay High School en 1981; après huit ans, il devient chef de la sixième forme au Hirst High School, Ashington, puis chef de département, où il reste jusqu'à ce qu'il soit élu à la Chambre des communes. 

## Carrière parlementaire
Il se présente dans la circonscription marginale tenue par les conservateurs de Tynemouth aux élections générales britanniques de 1997 où il bat Martin Callanan par 11 273 voix. Il prononce son premier discours le 2 juin 1997 . Après son élection, Alan Campbell est membre du Comité restreint des Comptes publics pour la durée de son premier parlement. Après les élections générales de 2001, il est devenu Secrétaire parlementaire privé (PPS) du ministre d'État au Cabinet Gus Macdonald, et en 2003 devient le PPS d'Adam Ingram au ministère de la Défense. Il entre au gouvernement de Tony Blair après les élections générales de 2005 en tant que whip adjoint, promu au poste de whip en 2006. Le 5 octobre 2008, Campbell est nommé au ministère de l'Intérieur en tant que sous-secrétaire d'État parlementaire. 
Lors des élections générales britanniques de 2010 Alan Campbell est l'un des très rares députés travaillistes réélus à une majorité accrue. Après la nomination d'Ed Miliband comme chef du parti, il est nommé whip en chef adjoint du Parti travailliste, servant sous la direction de Rosie Winterton en tant que whip en chef. 
Au Parlement, Campbell n'a pas brisé le whip du Parti travailliste et a voté en faveur de l'engagement de troupes britanniques dans la guerre en Irak. 

## Vie privée
Il épouse Jayne Lamont en août 1991 à Newcastle upon Tyne et ils ont un fils, James (né en septembre 1995), une fille, Emily (née en septembre 1993). En mai 2000, il est opéré à l'hôpital général de Newcastle pour retirer une tumeur bénigne du haut de sa colonne vertébrale. 